# 5672 Ліббі
5672 Ліббі (5672 Libby) — астероїд головного поясу, відкритий 6 березня 1986 року.
Тіссеранів параметр щодо Юпітера — 3,497.